# Январский гром (мемориал)
Январский гром — мемориал Зелёного пояса Славы, сооружённый в 1968 году в районе 19 км Гостилицкого шоссе, на месте, где с 1941 года проходила граница ораниенбаумского плацдарма, а 14 января 1944 года началась советская наступательная операция «Январский гром».
Скульптор Г. В. Беляев, архитекторы Н. В. Устинович, А. Е. Ривкин.
Бетонный пилон высотой 8 метров с мемориальной доской и барельефами защитников Ленинграда установлен на естественном холме, с которого после продолжительной артиллерийской подготовки войска 131-й дивизии под командованием полковника Романенко прорвала оборону противника и заняла Порожки и тем самым обеспечила 90-й дивизии возможность прохода к Гостилицам.

## Захоронения
В день начала войны, 22 июня, у мемориала проводится торжественное перезахоронение останков воинов, найденных поисковыми отрядами.
- 2006—106 воинов[1],
- 2007 — 45 воинов[2],
- 2008 — 54 воина[3],
- 2012 — 54 воина[4],
- 2014 — 37 воинов[5].

## Фото

Мемориальная доска
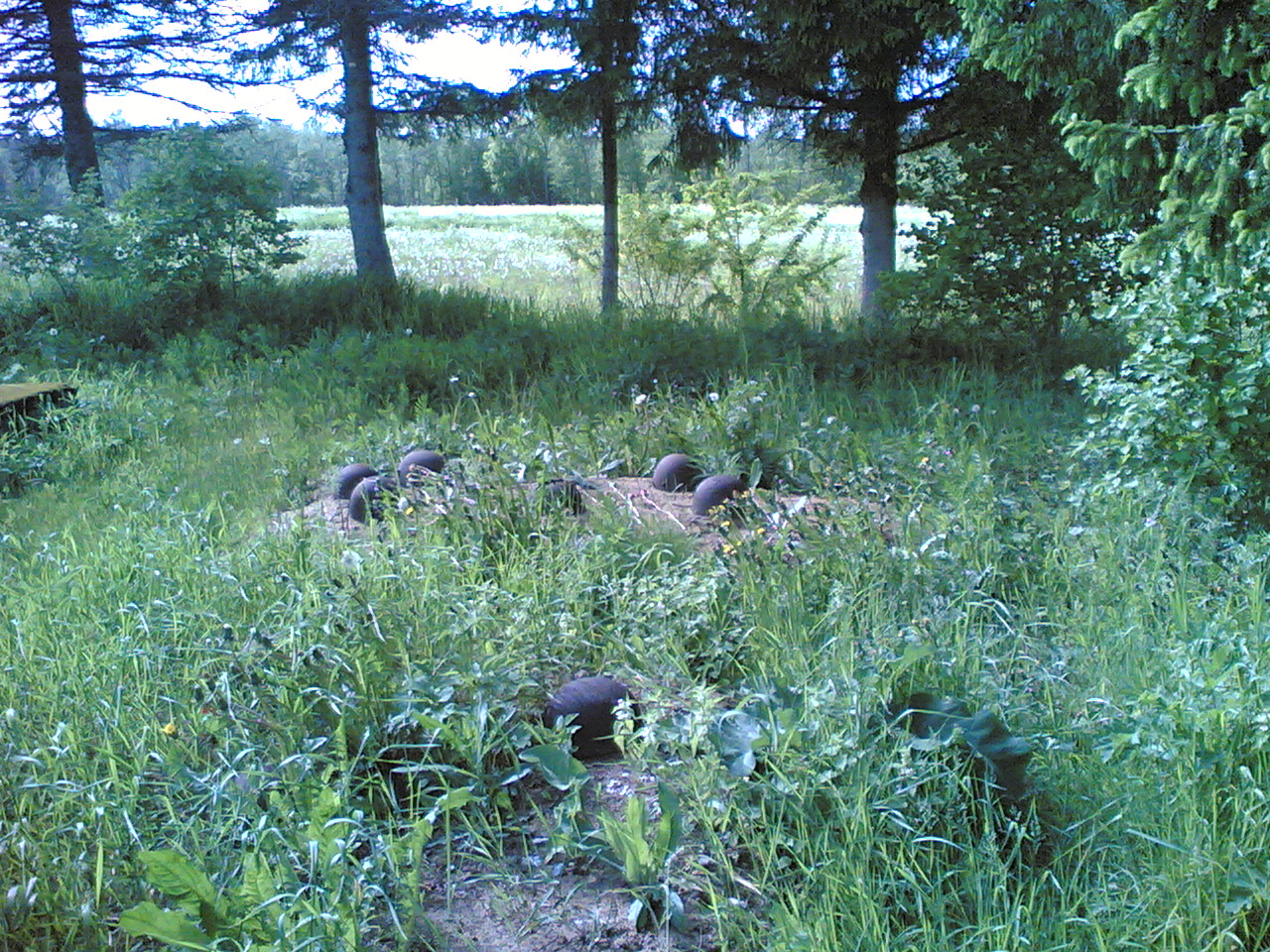
Захоронения на территории мемориала